# Маарет-Мисрин
Маарет-Мисрин (араб. معرة مصرين‎) — город на северо-западе Сирии, расположенный на территории мухафазы Идлиб. Входит в состав района Идлиб.

## История
Город был захвачен арабами у византийцев в 637 году. В 968 году император Никифор II Фока отвоевал Маарет-Мисрин, но в следующем году, по условиям мирного договора, заключённого им с Фатимидами, передал город арабам. В дальнейшем, город неоднократно переходил из рук в руки; в разное время им владели византийцы, сельджуки, крестоносцы, османы и французы.

## Географическое положение
Город находится в северо-восточной части мухафазы, на высоте 338 метров над уровнем моря.

Маарет-Мисрин расположен на расстоянии приблизительно 7 километров к северо-северо-востоку (NNE) от Идлиба, административного центра провинции и на расстоянии 275 километров к северо-северо-востоку от Дамаска, столицы страны.

## Демография
По оценочным данным 2013 года численность населения составляла 37 490 человек.
Динамика численности населения города по годам:
| 2003   | 2013   |
| ------ | ------ |
| 29 716 | 37 490 |